# 佐々木憲昭
佐々木 憲昭（ささき けんしょう、1945年11月11日 - ）は、日本の政治家、経済研究家。日本共産党所属の元衆議院議員（6期）。日本共産党中央委員会名誉役員。

## 経歴
北海道岩内郡小沢村（現共和町）で生まれる。北海道函館商業高等学校を経て小樽商科大学卒業後、大阪市立大学大学院博士課程で経営学を専攻し単位取得満期退学。党職員となり、経済政策委員会責任者などを務める。
かつては参議院議員通常選挙に立候補していたが落選（そのときは「ささき・のりあき」名義）。1993年からは衆議院議員総選挙に出馬し、1996年10月20日に行われた第41回衆議院議員総選挙にて比例東海ブロックで初当選を果たした。その後2000年・2003年・2005年・2009年・2012年に行われた衆議院議員総選挙でも当選、6回連続当選している。
2014年12月14日の第47回衆議院議員総選挙には出馬せず、6期18年の議員生活を引退した。その後は名誉役員となっている。
議員引退後は「経済研究家」の肩書で、雑誌「前衛」（日本共産党機関誌）などに寄稿している。

## 政治活動
- 2002年に発覚した鈴木宗男事件の追及で共産党を代表して度々登場、一躍全国的な知名度を得る。衆議院予算委員会での代表質問で使った「ムネオハウス」は流行語となり、流行語大賞を受賞した。この一連の疑惑追及の過程で、佐々木の元に外務省の内部文書が届くなど、佐々木を利用した内部告発が行なわれた。
- 2003年、静岡空港建設反対の国会議員署名活動で署名者に加わっている[2]。
- 2007年10月、衆議院予算委員会の総括質問にて舛添要一厚生労働大臣に対し「ワーキングプアの若者を無くすために日雇い派遣や登録型派遣を禁止すべきだ」と述べた[3]。

## 政策
- 選択的夫婦別姓制度導入に賛成[4]。

## 議員連盟
- 原発ゼロの会
- 日韓議員連盟

## 著書
- 『現代エネルギー危機論』（新日本出版社、1978年）
- 『記録米・イラン危機 - 問われる日本の選択』（連合出版、1980年）
- 『暮らしのなかのエネルギー危機』（新日本出版社、1981年）
- 『転換期の日本経済 - 経済危機と西側同盟』（新日本出版社、1983年）
- 『どうみる世界と日本の経済』（新日本出版社、1986年）
- 『おしよせる大失業 - 財界の21世紀戦略と産業空洞化』（新日本出版社、1987年）
- 『財界支配　- 日本経団連の実相』（新日本出版社、2016年）ISBN 9784406059602

### 編著
- 『変貌する財界 - 日本経団連の分析』（新日本出版社、2007年） ISBN 9784406050173